# Fearer
Fearer war eine deutsche Death-Metal-Band aus Emden, die im Jahr 1995 gegründet wurde und sich 2006 auflöste.

## Geschichte
Die Band wurde im Jahr 1995 von dem Gitarristen und Sänger Tom Zorn und dem Gitarristen Frank Spinka gegründet. Beide waren bereits zuvor bei Vomiting Corpses tätig. Ein paar Monate später stießen der Bassist Carsten Kleen und der Schlagzeuger Alf Kluge zur Besetzung. Kleen war der Band sechs Monate nach der Gründung beigetreten und kannte Zorn bereits seit der Grundschule. Zudem war er schon bei Vomiting Corpses, als Zorn dieser Gruppe 1993 beigetreten war. Kleen schlug auch den Namen Fearer während einer Probe vor. Im Sommer 1996 begab sich die Band ins Studio, um ein erstes Demo namens Mindless aufzunehmen, das vier Lieder umfasste. Zudem folgten die ersten lokalen Auftritte. Das Demo wurde nur im Freundeskreis und unter den Mitgliedern selbst verteilt. Mitte 1997 verließ Spinka die Band und wurde gegen Ende des Jahres durch Dennis Eickenhard ersetzt. 1998 schloss sich die EP unter dem Namen No Tomorrow an, die an Freunde und bei Konzerten herausgegeben wurde und von der sich etwa 50 Kopien absetzten, ehe im Herbst 2000 das Debütalbum No Compromise erschien. Hiervon setzten sich auch nur 80 Einheiten ab. Die Lieder waren bei Audiocheck Musicproductions aufgenommen worden. Mittlerweile war Eickenhard durch Jens Bruns ersetzt worden. Im Januar 2001 ersetzte der Gitarrist Matze Wiltfang Jens Bruns. Im selben Jahr wurde No Compromise im Audiocheck Musicproductions Studio neu aufgenommen, wobei ein Lied durch ein neues ersetzt worden war. Das hierbei entstandene Material erschien im selben Jahr als Album unter dem Namen The Grinning Face of Death. Im Herbst 2001 nahm die Band das Album Confession to Hate wieder im Audiocheck Musicproductions Studio auf, wobei auch hier Lieder von The Grinning Face of Death verwendet wurden. Nachdem das vorhandene Liedmaterial 2002 im Mega Wimp Sound Studio in Berlin nochmals neu gemastert und abgemischt worden war, erschien das Album 2002 Confession to Hate bei Remission Records. Die Schallplattenversion des Albums erschien im limitierter Auflage bei Autopsy Stench Records. Bei demselben Label erschienen in den Jahren 2003 und 2005 mit Descent und Backfire zwei weitere Alben. 2005 trat die Gruppe zudem unter anderem auch auf dem Up from the Ground und dem Fuck the Commerce auf. Backfire sollte das letzte Album mit dem Schlagzeuger Alf Kluge sein. Da die verbleibenden Mitglieder keinen passenden Ersatz finden konnten, gaben sie Mitte 2006 die Auflösung der Band bekannt.

## Stil
Frank Stöver von voicesfromthedarkside.de bezeichnete die Musik der Band als schnellen und brutalen Death Metal im US-amerikanischen Stil. Im Interview mit Stöver gab Tom Zorn Bands wie Death, Benediction, Incubus, Massacre, Dismember, Malevolent Creation und Bolt Thrower als Einflüsse an. In seiner Rezension zu The Grinning Face of Death gab Ramon Claassen, ebenfalls bei voicesfromthedarkside.de tätig, an, dass die Band aggressiven Death Metal spielt, der nicht langweilig oder monoton werde. Anzo Sadoni vom Metal Hammer bemerkte in seiner Rezension zu Descent, dass die Band klanglich Bolt Thrower ähnelt. Dabei klinge die Musik nicht nur wie diese Band, sondern Tom Zorns Gesang auch stark wie Dave Ingram. Der Gesang weise außerdem auch Parallelen zu John Tardy auf. Ähnlich wie Bolt Thrower versuche auch Fearer Härte mit Melodien zu verbinden. In einer späteren Ausgabe rezensierte Sadoni das Album Backfire und stellte fest, dass auf dem Album, wie bereits beim Vorgänger, „zwischen Groove und Blast gekonnt variiert“ wird. Der Bolt-Thrower-Einfluss sei nun weniger präsent, stattdessen klinge man mehr nach Malevolent Creation. Der Gesang sei erneut sehr vielseitig und erinnere an John Tardy.

## Diskografie
- 1996: Mindless (Demo, Eigenveröffentlichung)
- 1998: No Tomorrow (EP, Autopsy Stench Records)
- 2000: No Compromise (Album, Autopsy Stench Records)
- 2001: The Grinning Face of Death (Album, Eigenveröffentlichung)
- 2002: Confession to Hate (Album, Remission Records)
- 2003: Descent (Album, Remission Records)
- 2005: Backfire (Album, Remission Records)